# Єфремівський заказник
Єфре́мівський заказник — гідрологічний заказник місцевого значення в Україні. Розташований на території Лозівського району Харківської області, на схід від села Єфремівка. 
Площа — 28 га. Статус присвоєно згідно з рішенням облради від 17.11.1998 року. Перебуває у віданні: Лозівська районна державна адміністрація. 
Статус присвоєно для збереження місця формування витоків річки Оріль.